# Brejning (Vejle Kommune)
 For alternative betydninger, se Brejning. (Se også artikler, som begynder med Brejning)
Brejning er en by i Sydjylland med 3.090 indbyggere  (2024), beliggende i Gauerslund Sogn på sydsiden af Vejle Fjord, nær Vejle. Byen befinder sig i Vejle Kommune og hører til Region Syddanmark.
Brejning har en station, en efterskole, en kirke og en havn. Stationsbyen er næsten vokset sammen med byen Gauerslund. I Brejning ligger også Comwell Kellers park, et hotel i Kellers park.
Kellers park er en del af området ved byen, ud mod Vejle Fjord, der oprindelig rummede Den Kellerske Anstalt. Anstalten var et nu nedlagt forsorgscenter under Statens Åndssvageforsorg, der eksisterede fra 1901 til 1980. Anstalten fik med sine mange arbejdspladser stor betydning for byens vækst.
Brejning rummer også en frivillig café, som drives af de lokale beboere. Den har lokalitet på samme sted, som det gamle "Hotel Brejning" lå placeret. 
Byen er stadig præget af at være en institutionsby, dog er institutionerne nu moderniseret, og de gamle anstalter bruges som før nævnt til andre faciliteter, som efterskole, hotel, lejeligheder osv.
Fra Brejning er der knap 14 kilometer til Vejle, 14 til Fredericia og knap 36 til Kolding.
Rapperen og skuespilleren Hadi Ka-koush og sangeren Mazen Ismail, der sammen udgør popduoen Lagix, kommer begge fra Brejning.
- Vilhelm Kleins vandtårn fra 1901
- Parti fra lystbådehavnen